# Bütschliite
La bütschliite è un minerale.